# Lydie Jean-Dit-Pannel
 (octobre 2021).
La mise en forme du texte ne suit pas les recommandations de Wikipédia : il faut le « wikifier ».
Les points d'amélioration suivants sont les cas les plus fréquents. Le détail des points à revoir est peut-être précisé sur la page de discussion.
- Les titres sont pré-formatés par le logiciel. Ils ne sont ni en capitales, ni en gras.
- Le texte ne doit pas être écrit en capitales (les noms de famille non plus), ni en gras, ni en italique, ni en « petit »…
- Le gras n'est utilisé que pour surligner le titre de l'article dans l'introduction, une seule fois.
- L'italique est rarement utilisé : mots en langue étrangère, titres d'œuvres, noms de bateaux, etc.
- Les citations ne sont pas en italique mais en corps de texte normal. Elles sont entourées par des guillemets français : « et ».
- Les listes à puces sont à éviter, des paragraphes rédigés étant largement préférés. Les tableaux sont à réserver à la présentation de données structurées (résultats, etc.).
- Les appels de note de bas de page (petits chiffres en exposant, introduits par l'outil «  Source ») sont à placer entre la fin de phrase et le point final[comme ça].
- Les liens internes (vers d'autres articles de Wikipédia) sont à choisir avec parcimonie. Créez des liens vers des articles approfondissant le sujet. Les termes génériques sans rapport avec le sujet sont à éviter, ainsi que les répétitions de liens vers un même terme.
- Les liens externes sont à placer uniquement dans une section « Liens externes », à la fin de l'article. Ces liens sont à choisir avec parcimonie suivant les règles définies. Si un lien sert de source à l'article, son insertion dans le texte est à faire par les notes de bas de page.
- La présentation des références doit suivre les conventions bibliographiques. Il est recommandé d'utiliser les modèles {{Ouvrage}}, {{Chapitre}}, {{Article}}, {{Lien web}} et/ou {{Bibliographie}}. Le mode d'édition visuel peut mettre en forme automatiquement les références.
- Insérer une infobox (cadre d'informations à droite) n'est pas obligatoire pour parachever la mise en page.

Pour une aide détaillée, merci de consulter Aide:Wikification.
Si vous pensez que ces points ont été résolus, vous pouvez retirer ce bandeau et améliorer la mise en forme d'un autre article.
 (octobre 2021).
Lydie Jean-Dit-Pannel est une artiste plasticienne française née le 9 juillet 1968 à Montbéliard. Elle vit et travaille entre Dijon et Malakoff et enseigne à l'École nationale supérieure d'art de Dijon depuis 2006. Elle questionne l’image depuis les années 1980 au travers de projets au long cours. Elle utilise la vidéo, la photographie, la performance, l’installation, le tatouage et le texte dans son travail. Depuis 2019, elle concentre son travail autour de la marche, en attendant de pouvoir aller « Nulle part » (Nowhere, Oklahoma (en), États-Unis)[évasif].

## Œuvre
Très sensibilisée aux atteintes que l’homme porte à la planète elle produit des œuvres importantes liées à la disparition du papillon Monarque ou aux pollutions des paysages. Depuis 2004, elle se fait tatouer lors de chacun de ses voyages un papillon monarque femelle. Elle met en scène pour cela l’abandon d’une Psyché contemporaine, échouée sur les sites toxiques à travers le monde, face contre terre, terrassée,.

## Expositions collectives
- 1991 : J’ai rêvé que j’étais toi, prix du Conseil général, 5èmes Rencontres V.A.P. Hérouville-Saint-Clair
- 1992 : World Wide Video Festival, La Haye - Festival International Vidéo, Liège - Ateliers 1992, Musée d'Art moderne de Paris  Sélection française du Festival sud-américain d’art vidéo - Sélection française du Festival franco-balte de Riga - Mille e tre prix Coup de cœur, Xème anniversaire du Festival international de vidéos et de films, Centre audiovisuel Simone-de-Beauvoir, Paris
- 1993 : Participation à la manifestation Nouveaux Créateurs, Regards d’Écoles, Paris - Sélection française du Festival sud-américain d’art vidéo - Sélection française du Festival franco-balte de Riga
- 1994 : World Wide Video Festival, La Haye  Achat et diffusion J’ai rêvé que j’étais toi La Sept-Arte  Achat et diffusion B.B.BATS 1ère chaîne Finlandaise  Allocation de recherche (vidéo/nouvelles technologies de l’image) (FIACRE)  Rétrospective, 8èmes Rencontres Vidéo Art Plastique, Hérouville-Saint-Clair  Réalisation Mariot Chanet en questions pour la série Portraits, le Cercle de Minuit, France 2
- 1995 Festival International du nouveau cinéma et vidéo, Montréal  Festival internacional de video cidade, Vigo  World wide video festival, La Haye  Musée national de la Reine Sophia, Madrid  Sélection française Festival franco-latino-americano de vidéo art, Bogota  Exposition Champ libre FRAC Franche-Comté
- 1996  Diffusion Chapitre troisième à la vidéothèque de Paris  Royal Museum of fine arts, Copenhague  Sélection française Festival franco-balte, Riga  10èmes Rencontres Vidéo Art Plastique, Hérouville-Saint-Clair
- 1997  Festival Immagine leggeria, Palerme  Festival Champ Libre, Montréal  Festival International du Nouveau Cinéma et des Nouveaux Médias, Montréal  Rétrospective Institut français, Londres  Festival Exit, Maison des arts de Créteil
- 1998  Rétrospective Musée de la civilisation, Québec  Présentation et diffusion d’une sélection de vidéos à Shangaï, Hangzhou, Canton et Pékin  Diffusion Mille e tre P.A.R.K.4DTV Amsterdam
- 1999  Collaboration à Zulu Time de Robert Lepage, Festival d’automne Maison des Arts de Créteil  TRAC, FRAC Languedoc-Roussillon  Aide individuelle à la création, DRAC Languedoc-Roussillon  Festival WRO, Pologne  Création images pour Dangereuses visions 2 avec Art Zoyd et l’Orchestre National de Lille, La Luna (Maubeuge), Nouveau siècle (Lille), Mexico  Festival Invideo, Milan
- 2000  Festival International d’Arts Multimédia Urbains, Belfort  Le Panlogon, exposition festival Vidéoformes, Clermont-Ferrand  Création images pour Avent 2000, Arènes de Nîmes
- 2001  14èmes Instants vidéo, Manosque  International video festival Videolisboa, Lisbonne  Installation à la Biennale d’Art Contemporain de Sélestat  Bourse d’aide à la création multimedia de la SCAM  Diffusion Le Panlogon, prologue sur WTN, Montréal  Festival Les Chirimoyos de Tanger, Musée d’Art moderne et contemporain de Tanger
- 2002  Le Panlogon, Rencontres Vidéo Arts Plastiques d’Hérouville-Saint-Clair  Diffusion Le Panlogon Festival Unimovie, Sant’Angelo,Italie  Diffusion Le Panlogon Festival Videomedeja, Serbie  Diffusion Le Panlogon Festival Playtime, Johannesburg  Achat et diffusion de 7 chants ARTV, Montréal
- 2003 Le Panlogon Biennale de l’image en mouvement, Saint Gervais  Exposition Lignes singulières, Le Triage, Nanterre  Expositions Open Source 1 et 2, La Gaité Lyrique, Paris  Diffusion 7 chants 25th International Videoart Show, Barcelone
- 2004  Le Panlogon 18èmes Rencontres Parallèles, Hérouville-Saint-Clair  Diffusion de l’intégralité des réalisations vidéo et exposition, ARTRONICA, Bogota  Diffusion Mille e tre Musée d’Art Moderne Buenos-Aires et Musée Arts Visuels Montevideo  Prix Nam June Paik de la revue Les acharnistes  Diffusion 7 chants Centre Culturel de Madrid  Diffusion Le Panlogon Musée de la civilisation, Québec
- 2005  Le Panlogon  Prix SCAM de l’œuvre d’art numérique  Lydie Jean-Dit-Pannel, une artiste au long cours, Vidéochroniques, Cinéma le miroir, Marseille
- 2006  Présentation, diffusion Le Panlogon, Spazio Oberdan, Milan  Performance Arm in Arm, V encuentro Internacional de Performance de Yucatan «In a very present body», Mérida , Yucatan, Mexique  Exposition Carton Rouge, Atelier Tampon, Paris  PhotoEspagna 06, Madrid
- 2007  Edition double DVD chez ArtMalta : ARM IN ARM Lydie Jean-Dit-Pannel 1990 – 2007  Performance 20 ans du WHARF, CAC Basse Normandie  Exposition Gaude Mihi, Galerie Pascal Vanhoecke, Paris  Sélection Oh my dog !  Festival court métrage Clermont-Ferrand + diffusion sur Canal +  Diffusion Arm in Arm, Le mois de l’image, Ho Chi Minh Ville, Vietnam  Diffusion Le Panlogon, 16ème Festival Internacional de Arte Electronica, Sao Paulo, Brésil
- 2008  Participation manifestation HOSPITALITé 2008, réseau TRAM  Oh my dog ! Mention spéciale du jury, San Gio Festival, Verona  Diffusion Le Panlogon 2 et 3 + Dancing de Pierre Trividic, Carte blanche cinéma, FRAC Franche-Comté  Exposition Gaude Mihi 2, Galerie du Haïduc, Bourges
- 2009  Highway to L. soirée présentation/diffusion, SCAM, Paris  Diffusion intégralité PANLOGON, Festival Vidéoformes, Clermont-Ferrand
- 2010  Diffusion L-INK Arte VideoNight  Diffusion Arm in Arm + La collection sur le mobilier urbain de la ville de Nantes, Collectif R_  L-INK diffusé dans l’exposition Les chemins du dessin, Château de Tanlay, Centre d’Art de l’Yonne  Sexe et convenance, Galerie Pascal Vanhoecke, Paris  Oh my dog ! présentée par la galerie Pascal Vanhoecke, ARTPARIS+GUEST, Grand Palais  Lecture et diffusion pendant Two Days Video, Centre d’art de l’Yonne, Auxerre  Avant-première L-INK, Glamort Gallery, Montréal
- 2011  Performance ALIVE, Festival Entre cour et jardins, Dijon  Performance téléphonique Space Oddity, Johnson Space Center, Houston  Diffusion Le Panlogon (Japon), Plein Soleil, Red Brick House, Yokohama, Japon (commissariat Stephen Sarrazin)  Exposition "body no / body", Galerie Bertrand Grimont, Paris  Festival ONE+ONE, Art et Rock, Dijon  Struggles en compétition Festival Vidéoformes, Clermont-Ferrand  Exposition Je me souviens d'un monde habitable, Silpakorn Art Center, Bangkok  Les 10 ans du PANLOGON, Cinéma Eldorado, Dijon  Aide individuelle à la création, DRAC Bourgogne
- 2012    Les 10 ans du Panlogon, diffusion, Paris, SCAM  Exposition Pourquoi je suis de la dynamite, Ateliers Vortex, Dijon  Exposition Epidermiques (art contemporain et tatouage), Garage Lab-Labanque  Performance By Heart, IV Coloquio Internacional Corporalidades Escenicas, UniversitО Veracruzana, Xalapa
- 2013  Exposition Teken contemporary drawing, Galerie Jan Colle, Gand  Diffusion L-Ink, 1er Festival International d’Art Vidéo d’Alexandrie
- 2014   Exposition D'abord les forêts, Opus 5, l’oubli, la trace, Maison Laurentine  Exposition 70 combats pour la liberté, Espace d’art actuel Le radar, Bayeux  Exposition We don’t have to take our clothes off, Geikou, Shinjuku, Tokyo
- 2015 Exposition Fukushima mon Amour 2, 18 bld Voltaire, Paris & a Fade to Grey diffusions festival Invideo Milan, Instants Vidéo Marseille, 16th Annual Planet in Focus Environmental Film Festival Toronto, SCAM Paris.  Exposition L'expédition + performance Survivor Kisses, Chateauvillain  Exposition Femina ou la réappropriation des modèles, Pavillon Vendôme, Centre d’art contemporain de Clichy  & a Fade to Grey et autres curiosités, Paris, Cinéma Luminor Hôtel de ville (programmation centre audiovisuel Simone de Beauvoir)
- 2016  L'insurrection de Psyché discussion/conférence avec Florian Gaité, Centre Pompidou-Metz  Conférence/projection ALIVE. Forum des Images, Paris, dans le cadre du cycle "La peau"  & a Fade to Grey en compétition Festival International du Film Environnemental de Conakry  Diffusion du film journal Le Panlogon lors du colloque Cartographie de la mémoire, et de la vidéo Cela avait commencé par un accident dans l'exposition Géographies mouvantes, Université royale des Beaux-Arts, Centre Bophana, Phnom Penh, Cambodge
- 2017   Diffusion de Nowhere. 30èmes Instants Vidéo, Marseille   Diffusion AD INFINITUM. Palais des Beaux-Arts de Lille  Diffusion AD INFINITUM. SCAM, Paris  Encore vivants., performance pour Les intrus #4: Les Rudérales., Maison des Arts de Malakoff  Diffusion AD INFINITUM. exposition ORDINAIRE DU DÉSASTRE PERMANENCE DE LA JOIE, L’Expédition, Chateauvillain  Première AD INFINITUM. Forum des images, Paris  Diffusion de Nowhere. Montreal Underground Film Festival  Avant première AD INFINITUM., Cinéma Le Dietrich, Poitiers  Exposition Digérer le monde, Musée d'art contemporain de Rochechouart  Exposition En toute modestie, MIAM, Sète  Diffusion de & A Fade to Grey, Nau Bostik, Barcelone  Aide individuelle à la création, DRAC Bourgogne
- 2018  AD INFINITUM. en compétition au festival Vidéoformes, Clermont-Ferrand  Exposition I am what I am (sur une proposition de Julie Crenn), ICI.GALLERY, Paris   Exposition White Blood, Blue Night, Centre d'Art Contemporain La Traverse, Alfortville   Diffusion AD INFINITUM. cinéma Devosge, Dijon
- 2019  Exposition Jaunes centre culturel de Liège, Belgique   le Mix des Oiseaux festival Interstice 14, Caen (avec Gauthier Tassart)  le Mix des Oiseaux Maison des arts CAC de Malakoff (avec Gauthier Tassart)  le Mix des Oiseaux Musée des Beaux-Arts de Dôle (avec Gauthier Tassart)  Exposition Lignes de vie - Une exposition de légendes, MAC VAL
- 2020  Exposition Giardini Disobbedienti, Villa Giulia, Verbania, Italie  & a Fade to Grey diffusé sur Tënk France, Europe et Canada
- 2021  Le mix des oiseaux, performance sonore avec Gauthier Tassart, radio Kanal Centre Pompidou Brussels

- 2000  Ziggourat # 02, Hôtel des Allégories, Nîmes  Ziggourat # 01, galerie ESCA, Milhaud
- 2001  Ziggourat # 04, Centre d’Art Contemporain de Basse Normandie  Ziggourat # 03, La Copal, Chagny
- 2002  Le Panlogon, Maison de la Culture, Bourges
- 2003  Le Panlogon, Ecole des Beaux-Arts de Rennes  Make the room, Chartreuse de Valbonne   Le Panlogon, Espace d’Art contemporain, Juvisy sur Orge
- 2004  Sourcière, Galerie ESCA, Milhaud  Le Panlogon, Galerie L’œil de poisson, Québec
- 2005  Please, do not disturb, Espace Croix-Baragnon, Toulouse
- 2006  Loggia St Pierre, Galerie Duchamp, Yvetot
- 2008  Résidence Insectarium de Montréal (dans le cadre du projet Mes encres)  Red Brick Warehouse (avec Pascal Lièvre, dans le cadre du mois de la France) Yokohama, Japon  Thanx for the add, WHARF, CAC Basse Normandie  Do not disturb, La Galerie, Talant
- 2009  Je vois, Transpalette + Muséum d’histoire naturelle, Bourges
- 2010  ALIVE., Vidéochroniques, Marseille[6] - ALIVE., Chateau de Cornillon, Gard
- 2011  Nous sommes vivants, Maison du peuple, Clichy  ALIVE., Consortium, Festival Dièse, Dijon
- 2012  Kong lé la, L.A.C, Saint-Pierre, La Réunion (résidence et exposition)  Ground control to Major Tom, Galerie L'Oeil Histrion, Hermanville sur Mer
- 2013  Le Cabinet de curiosités entomologiques, Atelier des vertus, Paris - Dijon : Animale. (Dijon vu par 2013), Palais des États, Dijon[7]
- 2014 - 2015  Lydie Jean-Dit-Pannel, 10 ans dans le bruissement du monarque,  Rétrospective multisites à Montréal :  - Cinémathèque québécoise (Le Panlogon et autres curiosités)    - Espace Cercle Carré (So Psyché & a Fade to Grey)   - Insectarium de Montréal (Une migration en soi)   - Le Vidéographe (Born like This)  The Way I walk, Galerie L’œil histrion, Hermanville-sur-Mer Psyché lé la, L.A.C, Saint-Pierre, La Réunion (résidence et exposition)
- 2016  What A Wonderful World (and I think to myself), Centre d'art Faux Mouvement, Metz
- 2017  Rudérale., Galerie La poussière dans l'œil, Villeneuve d'Ascq
- 2018  La fin des jours, Musée des Beaux-Arts de Dole[8] - Entertainment, Arthothèque de Caen
- 2019 : Lignes de vie, une exposition de légendes, MacVal[9] Et sur les blés en feu la fuite des oiseaux, avec Gauthier Tassart, Maison des arts centre d'art contemporain de Malakoff
- 2020  ALIVE. (une rétrospective), Musée des Beaux-Arts de Dole[10] - NO FOUTUR, Galerie La Belle Époque, Lille
- 2024 : A Long Way, Amilly[11]